# Rhytidodera grandis
Rhytidodera grandis är en skalbaggsart som beskrevs av Thomson 1865. Rhytidodera grandis ingår i släktet Rhytidodera och familjen långhorningar.
Artens utbredningsområde är Laos. Inga underarter finns listade i Catalogue of Life.